# Зареєстрований користувач
Зареєстрований користувач — користувач вебсайту, програми чи іншої системи, що пройшов попередню реєстрацію у ній. Після реєстрації у системі створюється окремий обліковий запис. Зареєстрований користувач, зазвичай, надає системі певні облікові дані (наприклад, ім'я користувача, електронну пошту, пароль абощо), частина з яких потім використовується при послідовних ідентифікації, автентифікації і авторизації користувача в системі, що загалом називається входом. Системи, призначені для використання широкою громадськістю, зазвичай, надають безперешкодне право зареєструватись будь-кому. Зареєстрованим користувачам можуть надаватися окремо додаткові привілеї у користуванні системою в порівнянні з незареєстрованими користувачами.
В українській Вікіпедії, наприклад, зареєстрованим понад 4 дні тому користувачам надаються наступні додаткові права: редагування частково захищених сторінок, завантаження до проекту файлів, перейменовування сторінок. Загалом в українській Вікіпедії станом на 25 березня 2025 року нараховується 793 692 зареєстрованих користувачів, з яких лише 3253 є активними користувачами.